# ポン (ゲーム)
『ポン』（PONG）は、1972年11月にアタリより発表された、卓球をテーマにしたビデオゲームである。
類似するゲームはそれ以前から制作されていたが、本稿では1972年11月にアタリ社よりPONGという商標で発表された作品およびアタリ社の他のアーケードゲームや家庭用ゲーム機に移植された作品（つまり原則アタリ社のものだけ）を扱う。類似ゲームの『Tennis for Two』と『オデッセイ』については該当記事を参照。

PONG（GIFアニメーション）

## ゲームシステム
通常のピンポンは2人のプレーヤーが卓球台の両側に立ちピンポン球を交互に打ち合う。このコンセプトに基づく『ポン』では2人のプレーヤーは「パドル」を操作して画面上を行き交う「ボール」を打ち合う。「パドル」が「ボール」に当たればボールは相手側に跳ね返っていき、パドルで相手コーナーに跳ね返すことができなかった場合は相手の得点となり、15点先取した側が勝ちとなる。
パドルにボールが当たる位置により、ボールが跳ね返る角度が異なる。

## ポンの歴史

### オデッセイとの関係がある部分
1972年春、「コンピュータースペース」を開発し1500台製造したものの数十台ほどしか売れず失敗したノーラン・ブッシュネルは、カリフォルニア州バーリンゲームで実演展示していた『オデッセイ』の「テーブルテニス」を初めてプレイ、その後すぐに新会社「アタリ」を設立した。
アーケードゲームでドライビングゲームを作りたいと思っていたブッシュネルは、電子工学エンジニアのアラン・アルコーンを雇った。だが自身の思い描くゲームがアルコーンには複雑すぎるのではと心配し、まずアルコーンに『オデッセイ』に類似したゲームを作らせた。しかしここでアルコーンが3ヶ月かけて作ったゲームは、ブッシュネルの説明を口頭で聞いた際、わからない所を自分で勝手に作ってみたこともあり、以下の違いが出来た。
|                                                         | オデッセイ               | ポン                                                                                  |
| ------------------------------------------------------- | ------------------------ | ------------------------------------------------------------------------------------- |
| キャラ                                                  | 全て正方形               | ラケットは縦線、ボールは小さな点                                                      |
| ラケット                                                | 上下左右に動く           | 上下だけに動く                                                                        |
| ボールの角度と速度                                      | 斜め45度で一定速度       | どんどん変わっていく                                                                  |
| 音                                                      | なし（試作品にはあった） | あり（ブッシュネルの要望により 手持ち部品の流用で2種類。 成功時はポン、失敗時はブー） |
| 点数表示                                                | なし                     | あり                                                                                  |
| センターライン                                          | 実線（オーバーレイ必要） | 点線（オーバーレイ不要）                                                              |
| 遊んだ感想（ブッシュネルだけでなく 発売後の皆の評価も） | 面白さはいまいち         | とても面白い                                                                          |

遊んでみたブッシュネルはこれを市場に売り出すことを決めたが、アルコーンに言わせると家庭用ではコストがかかる為、アーケードゲームで出す事にした。名称については「ピンポン」（英語ではPing Pong、ピングポング）という名称が既に商標を取られていた為、物が跳ねることを表す英語の擬音「Pong」とした。名付け親はアルコーンとする説が有力である。
発売の2週間後、『オデッセイ』の発売元であるマグナボックスは『ポン』のことを知り、裁判で提訴、アタリは特許技術の使用料として700,000ドルを支払うこととなった。なお他のオデッセイ側の詳細は『オデッセイ』を参照。

### 『オデッセイ』との関係がない部分
当時のアタリは、出来て間もないアーケードゲーム開発業者に過ぎなかった。ブッシュネルは娯楽企業に対してこの新ゲームのデモンストレーションを行なうが、実地試験を経験していなかったためほとんど相手にされなかった。

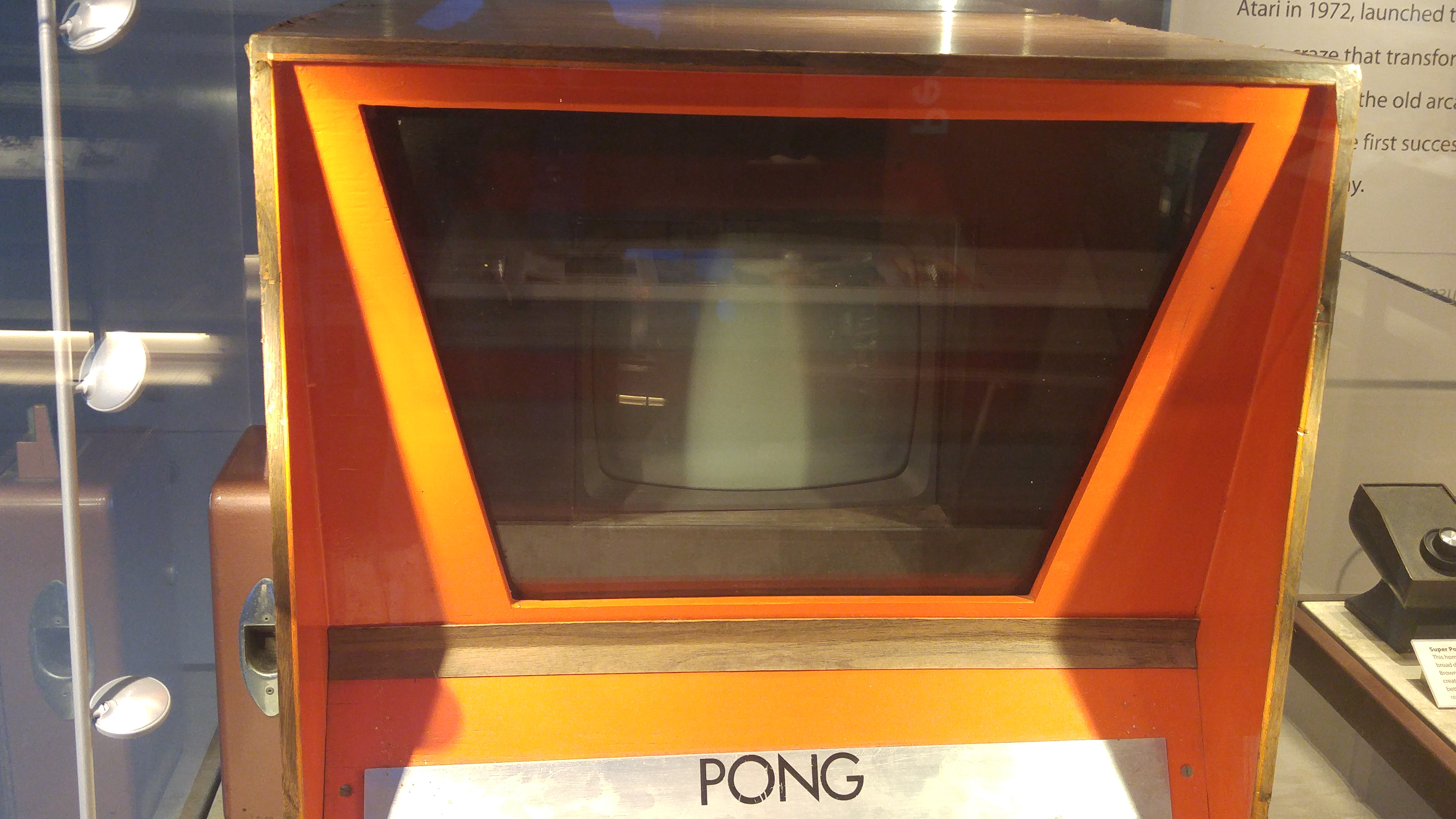
PONGのプロトタイプ

そのため、ピンボール会社のウィリアムスとバリー・ミッドウェイに会う約束を取っていたブッシュネルとアルコーンは、シカゴに向かう前に急遽、コイン投入口を取り付けたロケテスト用機械を準備した。プロトタイプ（試作機、試験機）はボックス型でなく、テレビ・電子レンジ状の型にまとめられ、オレンジと黒に塗られた筐体が作られた（現在、そのプロトタイプはアルコーンの所有品として、透明なケースに入れて保管されており、実物や写真が公開される場合、「所蔵：アラン・アルコーン」と明記されている）。ちなみに、そのプロトタイプおよび初期量産機の画面は、日立製作所製の家庭用テレビを電気屋で買い、そのまま筐体にはめ込んでいた。
試作機は最初にカリフォルニア州サニーベールの酒場「アンディ・キャップス」でロケテストされ、設置直後こそテスト機に注目しプレイした客は2人だけだったが、翌日には朝に客が酒場の開店を待って行列を作るほどの人気となった。やがて、酒場のオーナーから試作機が故障したので対応するよう連絡を受けたアルコーンが試作機を開けると、コイン入れとして設置しておいた牛乳パック（これについては「コンピュータースペース」も参照）が25セント硬貨であふれ返り、コイン投入口が詰まっていた。アルコーンはこの大成功をシカゴにいたブッシュネルに伝え、ブッシュネルは『ポン』を自分たちで製造することを決定した。
しかし売り込みに行っていた会社には、検討しますと言われたが、興味を持たせてしまったので、ブッシュネルは次の商談で「ナッチング社は『ポン』を没にしました」と嘘をつき、『ポン』を断念させた。ブッシュネルはこうして舌先三寸で、相手の決定を自分に有利な様に持っていくテクニックをよく使っていた。

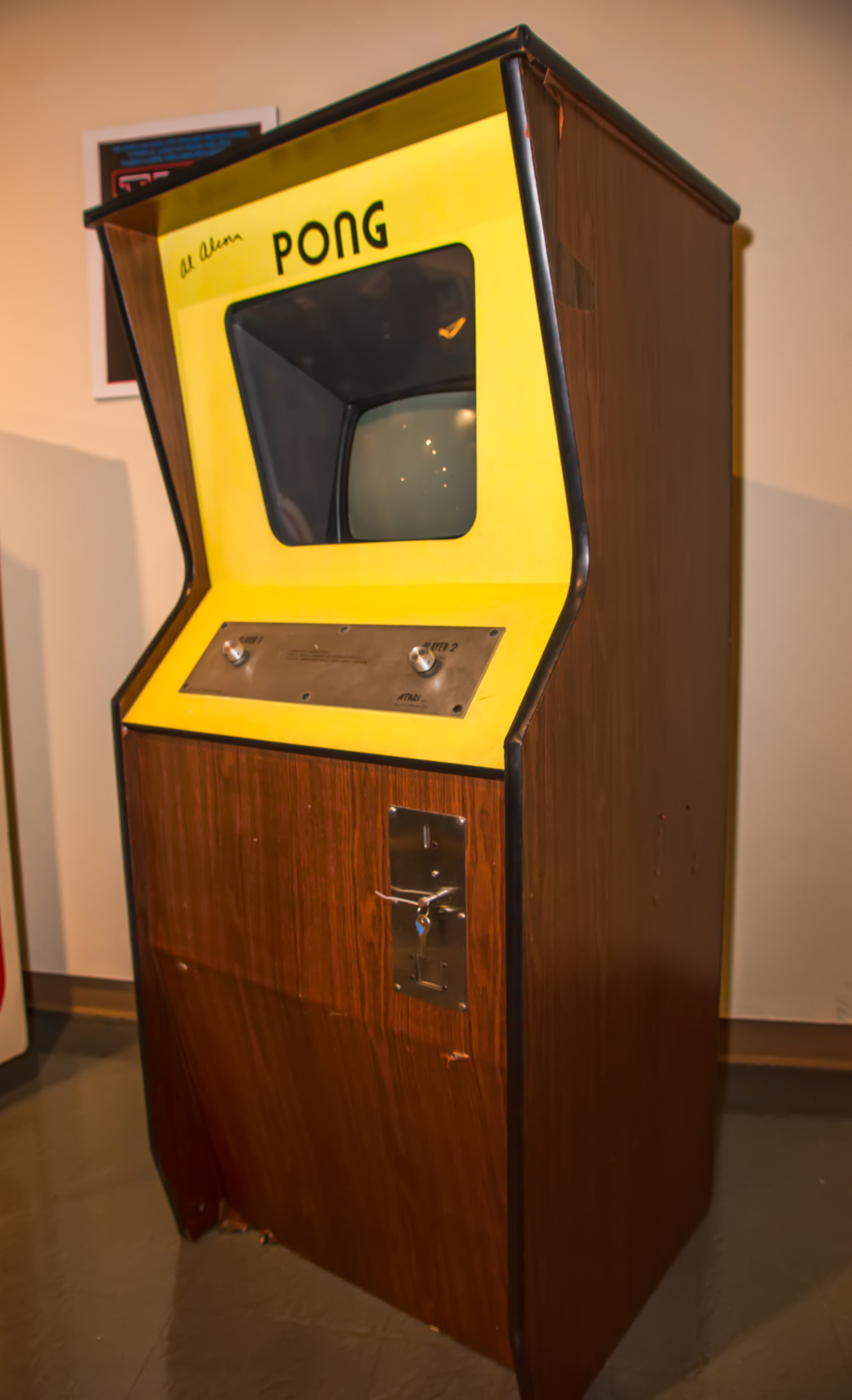
アラン・アルコーンのサイン入の筐体

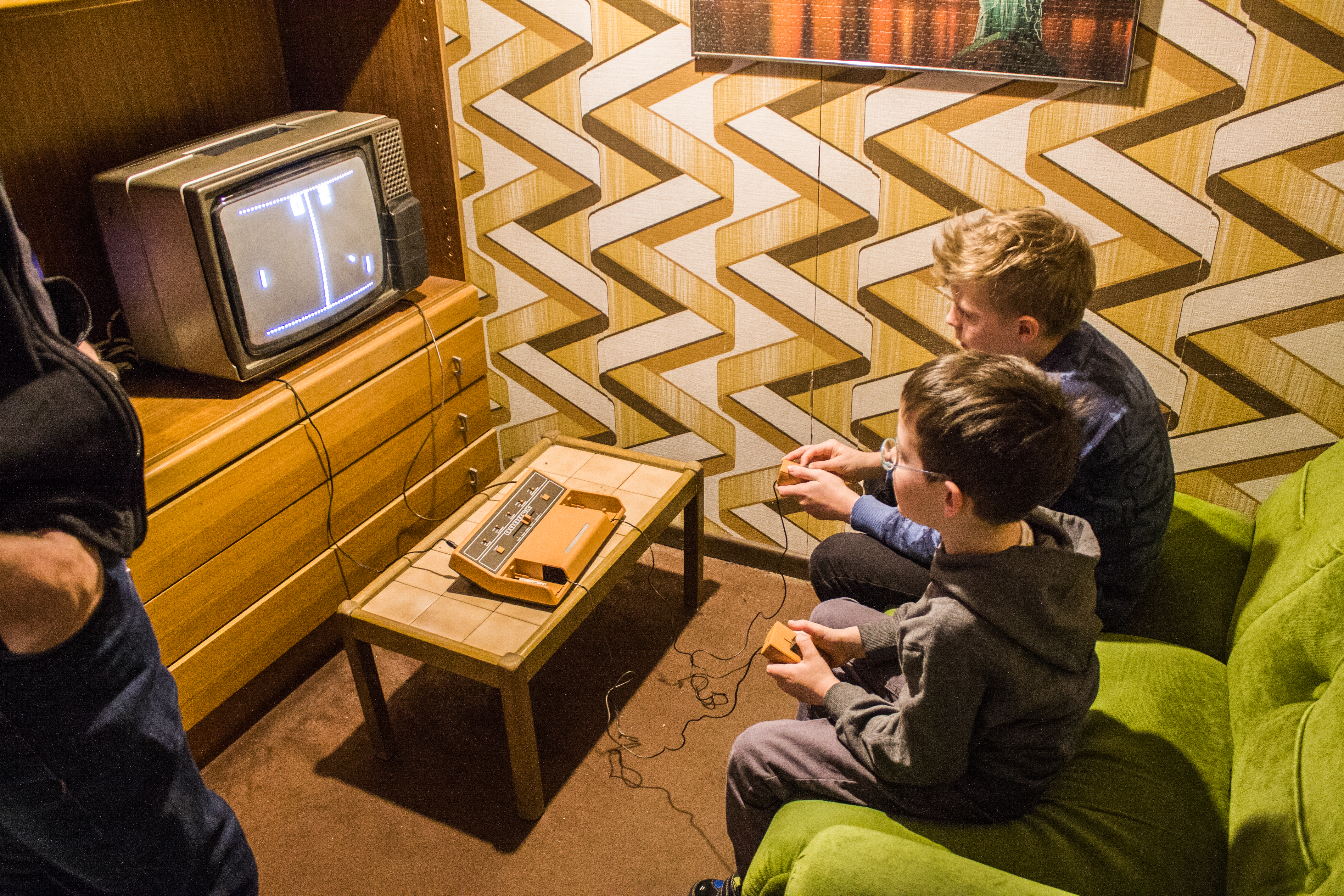
ドイツ、ベルリンの:en:Computerspielemuseum（コンピュータ博物館）の1970年代のコーナーに展示されている第一世代ゲーム機のPONG

生産数は、アタリが当初零細企業だったため、正式な記録が残っていないが、約8000 - 12000台の範囲で、間を取る場合約1万台前後だろうと考えられている。『ポン』は1974年まで生産され、アメリカでは1970年代の終わりまで、ヨーロッパでは1980年代の初めまで人気を博し、今日のゲーム機市場を形作った。なお、発売直後の増産や超人手不足については『ポン』以外のゲームにも関係してくる為、「アタリ」にまとめたので、そちらを参照。

## 『ポン』の亜流

### アタリが出したゲーム
- ポンダブルス - 2対2でプレイする。
- スーパーポン - パドルが3つある。
- カドラポン - テレビ画面の四隅にパドルが1つずつあり、4人で対戦する。
- ワールドカップ - パドルが5つある。
- リバウンド - ボールが斜めに飛ぶのでなく、放物線を描いて落ちる。
- ドクター・ポン - 筐体に子供向けのイラストを入れたもの。
- テーブル・ポン - 『ポン』のテーブルタイプ。
- ホーム・ポン - 『ポン』の家庭用で、アタリ初の家庭用ゲーム。詳しくは左のリンク参照。

ちなみに『ポン』タイプ以外で初めてのゲームは、レバーで宇宙船を動かして進む『スペースレース』である。
- スヌーピーポン - 『ポン』の『ピーナッツ』関連筐体バージョン。

### コピーゲーム
コピーゲームは既にエレメカ時代から登場していた。当時のアタリのゲームには回路図が付属していた。市場のラッシュの中、アタリは遅れることなく著作権と特許について申し立てを行ったが、『ポン』はコピーゲームも含めると、全世界で約10万台作られたと考えられている。ブッシュネルもコピーゲームに怒りを感じていたが、業務が多忙で対応する余裕が無く、アタリからの訴訟は無かった。それよりも「コピーゲームを作られるぐらいなら、コピーゲームを出す暇が無いほど、新しいオリジナルゲームを沢山出せばいい」というのがアタリの方針だった。
- ウィナー（ミッドウェイ） - 前述のブッシュネルの商談が縁で、唯一のライセンス生産となった。
- パドルバトル（アライドレジャー） - アタリよりも多くの台数を生産した。
- TVピンポン（シカゴコイン、en:Chicago Coin）
- パドルボール（ウィリアムス）
- テーブルテニス（ナッチング・アソシエーツ）

上記5社は以前からエレメカ、またはその後ビデオゲームを作った事がある会社である。
- ポントロン（セガ、後のセガ・インタラクティブ）
- エレポン（タイトー）

上記2ゲームは『ポン』が出た翌年の1973年7月に出ており、これが日本初のビデオゲームとなった。どちらが早いかについては、書類に書かれた日付や実際に出来上がった日付がドングリの背比べ状態で比較しようがなく、両社が同時に作ったという事が定説になっている。またこの他にもアタリからの輸入品や、個人の作ったコピーゲームが日本で稼動していたと言われている。
非常に単純なゲームのため、電子部品ではなくゼンマイと歯車など機械要素を使った実現例もある。
- ブリップ（トミー、後のタカラトミー）

## ATARI TABLE PONG
2017年、アメリカ・ベイエリア在住のGerardo Orioliとウルグアイ企業のCalinferはアタリの許諾を得て『ATARI TABLE PONG』を共同開発。同年3月から4月にかけてKickstarterキャンペーンを実施し、322人のバッカーから335,422ドルもの資金を集めた。同年10月に中国のUnis TechnologyがCalinferと提携し、同作の製造・販売・流通権を獲得。日本では加賀アミューズメントが輸入し、タイトーが販売する。
ガラス製のテーブルの内にあるパドルとボールは立体物であり、内側から磁力やモーターで動かす仕組みで、点数はLEDで表示されるというもの。他の機能としてBluetoothスピーカーやUSBコネクタが4個付属している。また、コイン投入型の業務用テーブル筐体も開発・販売している。2018年8月1日、店舗での稼働が始まった。

## 関連文献
- 『月刊アミューズメント・ジャーナル 2018年10月号』第18巻第10号、2018年、 57頁。